# Konstantínos Ghioulékas
Konstantínos Ghioulékas (grec moderne : Κωνσταντίνος Γκιουλέκας), né à Thessalonique, est un homme politique grec.

## Biographie
Aux élections législatives grecques de janvier 2015, il est élu député au Parlement grec sur la liste de la Nouvelle Démocratie dans la première circonscription de Thessalonique.